# Produktiva (družstvo)
„PRODUKTIVA" Ústřední výrobní, nákupní a prodejní společnost byla založena ve 20. letech 20. století v Moravské Ostravě. Měla sídlo v areálu družstva „Budoucnost" na Cihelní ulici 14, (GPS: 49.838371, 18.276876).
V poválečném období byla předmětem činnosti dodávka zboží a potravin pro hornické a zaměstnanecké kantýny a jídelny, nemocnice a sociální instituce, vojenské posádky, hotelové restaurace, pekaře a maloobchodníky. V prodejnách mohli nakupovat i nečlenové družstva.
Společnost patřila mezi největší velkoobchodní podniky v ostravském kraji. Mimo hlavní sklad s ústředním vedením v Ostravě, měla společnost sklad ve Frýdku a v Doubravě, 5 plně vybavených koloniálních prodejen v Ostravě. Společnost zaměstnávala 125 osob. Autopark měl 6 velkých nákladních vozů. Počet odběratelů byl kolem 900. Tržby v roce 1946 byly 140 milionů Kč.